# Есаул (село)
Есаул — село в Чернушинском районе Пермского края. Входит в состав Труновского сельского поселения.
Находится примерно в 20 км к юго-востоку от центра города Чернушки.

## История
Основано в 1837 г. чердынцами.

## Население
В 2005 году численность населения составляла 342 человека.
По результатам переписи 2010 года численность населения составила 317 человек, в том числе 164 мужчины и 153 женщины.